# Les Trois-Moutiers

Les Trois-Moutiers este o comună în departamentul Vienne, Franța. În 2009 avea o populație de 1,058 de locuitori.